# Belgarion
Belgarion (även kallad Garion) är en litterär figur och huvudperson i David Eddings fantasyepos Sagan om Belgarion och Sagan om Mallorea. Han gifter sig senare med prinsessan Ce'Nedra av Tolnedra och blir kung av Riva.